# Ando Teibi
Tử tước Ando Teibi (安東貞美, sinh ngày 21 tháng 9 năm 1853 mất ngày 29 tháng 8 năm 1932) là đại tướng quân đội Đế quốc Nhật Bản và là toàn quyền Đài Loan thứ 6.

## Tiểu sử
Ando gốc là người ở thành phố Iida thuộc tỉnh Shinano (ngày nay là tỉnh Nagano). Ông được sinh ra trong một gia đình samurai, cha ông là người làm việc ở phiên Matsumoto.
Ando vào học tại Osaka Rikugunhei Gakko (tiền thân Trường Sĩ quan Lục quân (Đế quốc Nhật Bản)) vào năm 1871 và được phong trung úy bộ binh. Ông đã tham gia với các lực lượng ủng hộ hoàng gia trong cuộc nổi loạn Satsuma, sau đó ông được thăng cấp đại úy. Sau khi vào học và tốt nghiệp trường Đại học Lục quân (Đế quốc Nhật Bản), ông được phong cấp thiếu tá và làm việc ở sư đoàn bộ binh 2 Đế quốc Nhật Bản.
Ando thăng tiến nhanh chóng và giữ chức hiệu trưởng cả hai Trường Sĩ quan Lục quân (Đế quốc Nhật Bản) và trường Đại học Lục quân (Đế quốc Nhật Bản). Ông được thăng hàm đại tướng khi sư đoàn bộ binh 2 Đế quốc Nhật Bản được chuyển đến Đài Loan vào tháng 10 năm 1899.
Sau đó ông tham gia chiến tranh Nga-Nhật, nơi ông chỉ huy sư đoàn bộ binh 10 từ ngày 15 tháng 1 năm 1905 và đã có những quyết định quan trọng trong trận Phụng Thiên
Ngày 12 tháng 9 năm 1908, Ando được nâng lên hàng danshaku (tử tước) trong hệ thống quý tộc kazoku. Năm 1911, ông chuyển tới giữ chức tư lệnh sư đoàn bộ binh 12 Đế quốc Nhật Bản vào năm 1913, trở thành tư lệnh tập đoàn quân Triều Tiên (Đế quốc Nhật Bản).
Ngày 30 Tháng 4 năm 1915, ông thay thế Sakuma Samata là toàn quyền Đài Loan, và giữ vị trí đó đến tháng 6 năm 1918. Sự kiện Tapani, một cuộc nổi dậy quy mô lớn chống lại sự cai trị của Nhật Bản, xảy ra trong nhiệm kỳ của ông. Sự việc cũng bắt đầu từ sự phát triển việc khai thác rừng ở Đài Loan trên núi Thái Bình và Pa-hsien, và xây dựng tuyến đường sắt Nghi Lan và Bình Đông.
Ando được trao tặng huân chương Mặt trời mọc (hạng nhất với hoa Paulownia, dải huy chương cao quý) sau khi ông qua đời.

### Sách
- Ching, Leo T.S. (2001). Becoming Japanese: Colonial Taiwan and the Politics of Identity Formation. ISBN 0-520-22553-8: University of California Press.Quản lý CS1: địa điểm (liên kết)
- Shih Shan, Henry Tsai (2005). Lee Teng-hui and Taiwan's Quest for Identity. ISBN 1-4039-7056-4: Palgrave Macmillan.Quản lý CS1: địa điểm (liên kết)